# Xenicohippus
Lo xenicoippo (gen. Xenicohippus) è un mammifero perissodattilo estinto, appartenente agli equidi. Visse nell'Eocene inferiore (circa 50 - 49 milioni di anni fa) e i suoi resti fossili sono stati ritrovati in Nordamerica.

## Descrizione
Rispetto a molti altri "cavalli" arcaici dell'Eocene, Xenicohippus era di dimensioni leggermente maggiori, anche se non doveva raggiungere il mezzo metro d'altezza. L'aspetto era quello tipico di altri equidi arcaici, ma le dimensioni erano leggermente più grandi. Come altri animali simili, anche Xenicohippus possedeva arti allungati con quattro dita nelle zampe anteriori e tre nelle zampe posteriori. L'aspetto complessivo doveva richiamare quello di Eohippus o di Hyracotherium, ma la forma generale del corpo era più robusta e alcune caratteristiche della dentatura lo differenziavano dalle altre forme di perissodattili basali. Il secondo e il terzo premolare superiore erano grandi, e in generale tutti i premolari erano privi di diastemi. Il quarto premolare era a forma trapezoidale, e leggermente più piccolo del primo molare. La struttura del terzo molare superiore, inoltre, richiama quella degli equidi successivi.

## Classificazione
Il genere Xenicohippus venne istituito da Bown e Kihm nel 1981 per alcune specie di equidi eocenici piuttosto simili a Hyracotherium. La specie tipo è X. grangeri, della parte mediana dell'Eocene inferiore, i cui fossili furono inizialmente ritrovati in Wyoming. Un'altra specie, leggermente più grande e vissuta nella parte finale dell'Eocene inferiore, è X. osborni. Nel 2002 al genere Xenicohippus è stata attribuita anche la specie X. craspedotum, la più grande fra queste, inizialmente descritta sotto il nome di Hyracotherium craspedotum da Edward Drinker Cope nel 1880. 
Xenicohippus fa parte di quella radiazione di equidi arcaici dell'Eocene, della quale fanno parte anche Sifrhippus, Pliolophus, Eohippus e Protorohippus. Da questo ceppo si evolvettero, nel corso dell'Eocene medio, equidi leggermente più derivati, come Haplohippus, Orohippus ed Epihippus. In alcune classificazioni passate, tuttavia, Xenicohippus è stato considerato un rappresentante arcaico dei brontoteri.

## Paleobiologia
Come molti altri equidi arcaici, anche Xenicohippus doveva vivere nel sottobosco cibandosi di fogliame tenero che veniva masticato grazie ai denti a corona bassa.